# Istvan Levai
Istvan Levai (* 21. Dezember 1990) ist ein slowakischer Ringer ungarischer Herkunft. Er wurde 2012 Europameister im griechisch-römischen Stil im Federgewicht.

## Werdegang
Istvan Levai wurde in Ungarn geboren und begann dort im Alter von acht Jahren mit dem Ringen, wobei er sich auf den griechisch-römischen Stil konzentrierte. 2007 startete er für Ungarn bei der Junioren-Europameisterschaft in Belgrad und kam dabei in der Gewichtsklasse bis 50 kg auf den 8. Platz. 2007 war er auch bei der Junioren-Weltmeisterschaft (Cadets) in Warschau in der Gewichtsklasse bis 54 kg am Start und belegte dort den 12. Platz. In der Saison 2007/08 startete er auch für den RSV Rotation Greiz in der 2. deutschen Bundesliga.
Nach 2007 sah er in Ungarn wegen seiner schlechten wirtschaftlichen Bedingungen keine Perspektive mehr für seinen Sport. 2010 wechselte sein um ein Jahr älteren Bruder Attila, der ebenfalls Ringer ist, in die Slowakei. Istvan Levai folgte diesem nach und wurde 2011 dort eingebürgert. Er fand in Karol Lengyel in Komarno, wo er jetzt auch lebt, einen hervorragenden Trainer und startet seitdem für VSC Dukla Banska Bystica.
2011 nahm er für die Slowakei auch erstmals an einer internationalen Meisterschaft, der Weltmeisterschaft in Istanbul teil. Er verlor dort im Federgewicht allerdings gleich seinen ersten Kampf gegen Ruslan Tümönbajew aus Kirgisistan, schied damit aus und kam nur auf den 27. Platz. Bereits ein Jahr später überrasche er bei der Europameisterschaft in Belgrad die gesamte Ringer-Fachwelt. Er wurde dort mit Siegen über Tonimir Sokol, Kroatien, Davor Štefanek, Serbien, Maksim Kacharski, Weißrussland und Iwo Angelow, Bulgarien, neuer Europameister. Bemerkenswert ist dabei die Tatsache, dass er bei allen vier Kämpfen keine einzige Runde abgeben musste. Nach der Europameisterschaft gelang es ihm aber nicht, sich für die Olympischen Spiele in London zu qualifizieren, die deshalb ohne ihn stattfanden.
2013 war er wieder bei der Europameisterschaft in Tiflis am Start. Er verlor dort im Federgewicht seinen ersten Kampf gegen Iwan Kujlakow aus Russland. Da dieser aber das Finale erreichte, konnte er in der Trostrunde weiterringen und sicherte sich dort mit Siegen über Alexander Mikaeljan, Armenien, Rewas Laschchi, Georgien und Lenur Temirow, Ukraine, eine Bronzemedaille.

## Internationale Erfolge
| Jahr | Platz | Wettbewerb                                 | Gewichtsklasse | Ergebnisse |
| 2007 | 8.    | Junioren-EM in Belgrad                     | bis 50 kg      | Sieger: Elçin Əliyev, Aserbaidschan vor Denis Sachadin, Ukraine                                                                              |
| 2007 | 12.   | Junioren-WM (Cadets) in Warschau           | bis 54 kg      | Sieger: Roman Wlassow, Russland vor Timo Badusch, Deutschland                                                                                |
| 2011 | 27.   | WM in Istanbul                             | Feder          | nach einer Niederlage gegen Ruslan Tümönbajew, Kirgisistan                                                                                   |
| 2012 | 3.    | Golden-Grand-Prix in Szombathely           | Feder          | hinter Mustafa Saglam, Türkei und Konstantin Balizki, Ukraine                                                                                |
| 2012 | 1.    | EM in Belgrad                              | Feder          | nach Siegen über Tonimir Sokol, Kroatien, Davor Stefenek, Serbien, Maksim Kacharski, Weißrussland und Iwo Angelow, Bulgarien                 |
| 2012 | 9.    | Olympia-Qualif.-Turnier in Helsinki        | Feder          | Sieger: Rewas Laschchi, Georgien vor Stig André Berge, Norwegen                                                                              |
| 2012 | 16.   | Golden-Grand-Prix in Baku                  | Feder          | Sieger: Kamran Mammadow vor Sakit Dschalilow, beide Aserbaidschan                                                                            |
| 2013 | 2.    | "Ljubomir-Iwanow-Gedza"-Intern. in Belgrad | Leicht         | hinter Dominik Etlinger, Kroatien vor Attila Levai, Slowakei und Davor Stefanek                                                              |
| 2013 | 10.   | Golden-Grand-Prix in Szombathely           | Feder          | Sieger: Istvan Kozak, Ungarn vor Kristjan Fris, Serbien                                                                                      |
| 2013 | 3.    | EM in Tiflis                               | Feder          | nach einer Niederlage gegen Iwan Kujlakow, Russland und Siegen über Alexander Mikaeljan, Armenien, Rewas Laschchi und Lenur Temirow, Ukraine |

## Erläuterungen
- alle Wettbewerbe im griechisch-römischen Stil
- WM = Weltmeisterschaft, EM = Europameisterschaft
- Federgewicht, Gewichtsklasse bis 60 kg, Leichtgewicht, bis 66 kg Körpergewicht